# Даллмэн, Кевин
Кевин Джонатан Даллмэн (англ. Kevin Jonathan Dallman; род. 26 февраля 1981, Ниагара-Фоллс, Онтарио, Канада) — казахстанско-канадский хоккеист. Амплуа — защитник.

## Карьера

### Северная Америка
В 2002 году, несмотря на то, что не был задрафтован, подписал контракт с «Бостон Брюинз» благодаря своему успешному выступлению в 1998—2002 годах в Хоккейной лиге Онтарио за «Гелф Сторм». В 2002—2005 выступал в АХЛ за фарм-клуб бостонцев «Провиденс Брюинз» (84 очка в 208 матчах).
В НХЛ в составе «Бостон Брюинз» дебютировал в возрасте 24 лет в сезоне 2005/06. По ходу сезона был обменян в «Сент-Луис Блюз». Сезон 2006/07 Кевин начал уже в «Лос-Анджелес Кингз», где за два года сыграл 87 матчей в регулярных чемпионатах. Всего в НХЛ провёл 154 матча и набрал 31 очко (8+23).

### КХЛ
В 2008 году подписал контракт с казахстанским «Барысом» из КХЛ.
В первом же сезоне 2008/09 побил рекорд результативности для защитников в чемпионатах СССР/России (58 очков в 53 матчах — 28 шайб и 30 передач) и добился звания лучшего игрока обороны всей КХЛ. В следующем сезоне набрал 42 очка (14+28) в 55 матчах. Участник матчей всех звёзд КХЛ сезонов 2008/09, 2009/10, 2010/11 и 2011/12.
В 2010 году появилась информация, что Даллмэн собирается принять гражданство Казахстана с тем, чтобы выступать за сборную этой страны на международной арене. Планировалось, что он сможет принять участие уже в чемпионате мира в мае 2010 года, но вопрос с получением гражданства несколько затянулся.
В мае 2012 года Даллмэн подписал контракт со СКА. В январе 2013 года получил гражданство Казахстана, что позволило ему дебютировать за сборную Казахстана в квалификационном турнире Олимпийских игр 2014 года. Также Даллмэн сыграл на чемпионате мира 2014 года в Минске и в 2015 году I дивизионе чемпионата мира в Кракове. 17 июля 2017 переподписал контракт с «Барысом» на два сезона.
5 августа 2019 года объявил о завершении карьеры.

## Достижения
- Третья команда звёзд OHL 2001/02
- Третья команда звёзд CHL 2001/02
- Лучший защитник КХЛ 2008/09
- Первая команда звёзд КХЛ 2008/09 и 2011/12
- Семикратный участник матча звёзд КХЛ: 2009, 2010, 2011, 2012, 2013, 2016, 2018

## Статистика
| Легенда | Легенда                    | Легенда | Легенда                   | Легенда | Легенда    |
| ------- | -------------------------- | ------- | ------------------------- | ------- | ---------- |
| И       | Количество проведённых игр | Штр     | Штрафное время            | +/−     | Плюс-минус |
| Г       | Голы                       | П       | Голевые передачи          | О       | Очки       |
| -       | Статистика неизвестна      | —       | Статистика не учитывалась |         |            |

## Семья
Дядя Кевина Марти Даллмэн (род. 1963) также был хоккеистом, сыграл 6 матчей за «Торонто Мейпл Лифс» в конце 1980-х, затем играл в Европе, а в 1994 году в составе сборной Австрии участвовал в Олимпийских играх в Лиллехаммере.
В сентябре 2012 года у Кевина и его супруги Стэйси родился третий ребёнок — сын Джексон. Его старшего брата зовут Ноа Микаэль, сестру — Аву Лилли.